# Классный журнал
Классный журнал — основной государственный документ регистрации посещаемости и записи отметок в советских и российских школах. Ведение отдельного журнала для каждого класса или группы каждым учителем обязательно.
Классные журналы также используются в школах многих других стран.

## Форма и содержание
Журнал делится на две половины. В первой содержатся:
- оглавление;
- расписание уроков;
- запись посещаемости и отметок;
- содержание пройденного на уроках и заданий на дом.

Вторая половина включает:
- общие сведения о каждом учащемся;
- сводную ведомость по учёту посещаемости, поведения и успеваемости по четвертям;
- сведения о количестве уроков, пропущенных учеником.